# Fast Ethernet

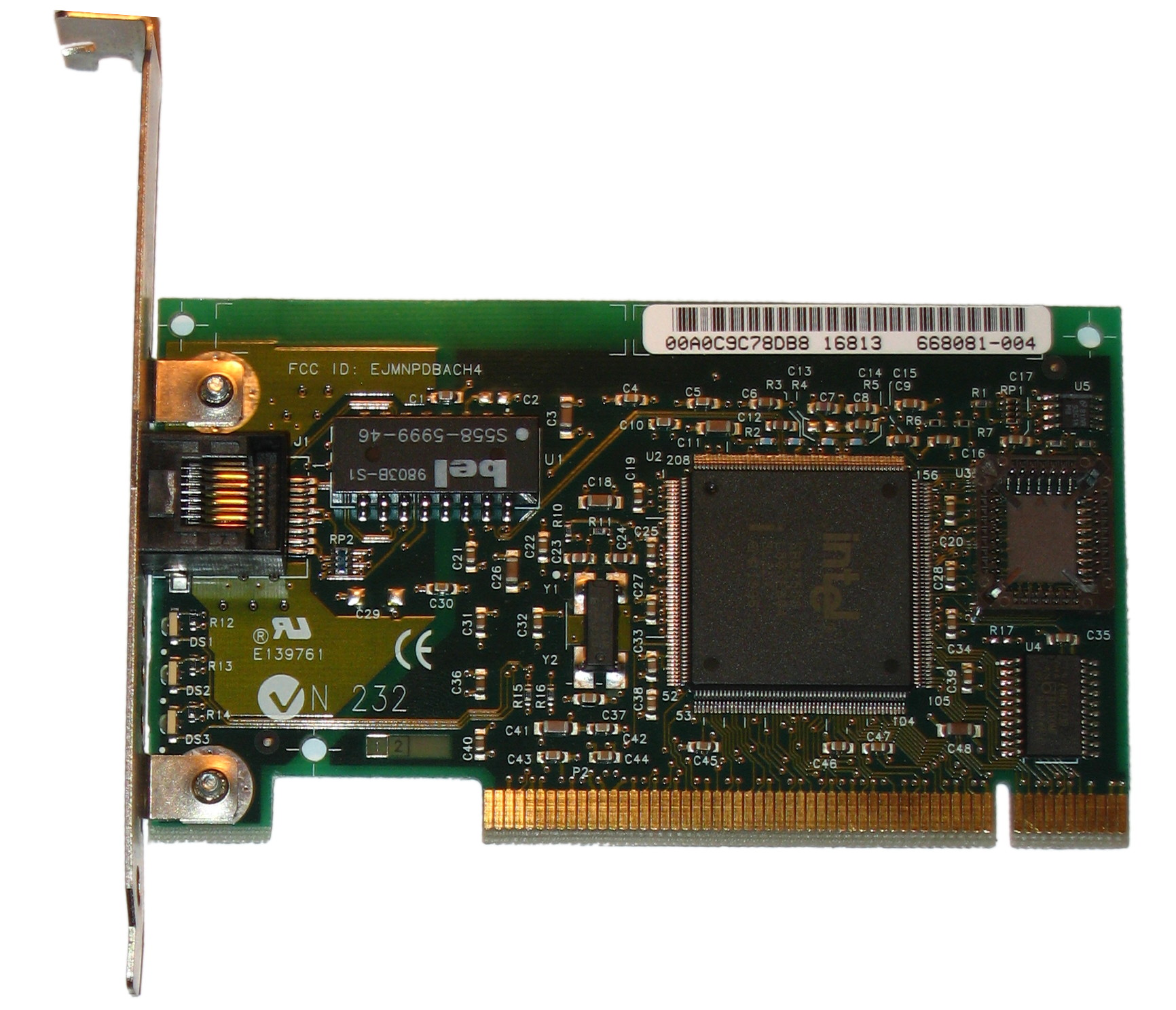
Intel PRO/100 Fast Ethernet NIC, uma placa PCI

Em redes de computadores, as camadas físicas Fast Ethernet transportam tráfego na taxa nominal de 100 Mbit/s. A velocidade Ethernet anterior era de 10 Mbit/s. Das camadas físicas Fast Ethernet, 100BASE-TX é de longe a mais comum.
A Fast Ethernet foi introduzida em 1995 como o padrão IEEE 802.3u e permaneceu como a versão mais rápida da Ethernet por três anos antes da introdução da Gigabit Ethernet. O acrônimo GE/FE às vezes é usado para dispositivos que suportam ambos os padrões.

## Nomenclatura
O "100" na designação do tipo de mídia refere-se à velocidade de transmissão de 100 Mbit/s, enquanto o "BASE" refere-se à sinalização de banda base. A letra após o traço ("T" ou "F") refere-se ao meio físico que transporta o sinal (par trançado ou fibra, respectivamente), enquanto o último caractere ("X", "4", etc.) o método de código de linha usado. Fast Ethernet às vezes é referido como 100BASE-X, onde "X" é um espaço reservado para as variantes FX e TX.

## Projeto geral
Fast Ethernet é uma extensão do padrão Ethernet de 10 megabits. Ele é executado em par trançado ou cabo de fibra óptica em uma topologia de barramento com fio em estrela, semelhante ao padrão IEEE 802.3i chamado 10BASE-T, ele próprio uma evolução de 10BASE5 (802.3) e 10BASE2 (802.3a). Os dispositivos Fast Ethernet são geralmente compatíveis com sistemas 10BASE-T existentes, permitindo atualizações plug-and-play de 10BASE-T. A maioria dos switches e outros dispositivos de rede com portas compatíveis com Fast Ethernet podem executar a negociação automática, detectando uma peça do equipamento 10BASE-T e configurando a porta para 10BASE-T half duplex se o equipamento 10BASE-T não puder executar a negociação automática. A norma especifica o uso de CSMA/CD para controle de acesso à mídia. Um modo full-duplex também é especificado e, na prática, todas as redes modernas usam switches Ethernet e operam em modo full-duplex, mesmo que ainda existam dispositivos legados que usam half duplex.
Um adaptador Fast Ethernet pode ser dividido logicamente em um controlador de acesso de mídia (MAC), que lida com os problemas de nível superior de disponibilidade média e uma interface de camada física (PHY). O MAC é normalmente vinculado ao PHY por uma interface paralela síncrona de 25 MHz de quatro bits conhecida como interface independente de mídia (MII) ou por uma variante de 50 MHz de dois bits chamada interface independente de mídia reduzida (RMII). Em casos raros, o MII pode ser uma conexão externa, mas geralmente é uma conexão entre ICs em um adaptador de rede ou até mesmo duas seções dentro de um único IC. As especificações são escritas com base na suposição de que a interface entre MAC e PHY será um MII, mas eles não exigem isso. Fast Ethernet ou hubs Ethernet pode usar o MII para se conectar a vários PHYs para suas diferentes interfaces.
O MII fixa a taxa de bits de dados máxima teórica para todas as versões de Fast Ethernet em 100 Mbit/s. A taxa de informação realmente observada em redes reais é menor que o máximo teórico, devido ao cabeçalho e trailer necessários (endereçamento e bits de detecção de erro) em cada quadro Ethernet e ao intervalo entre pacotes necessário entre as transmissões.

## Cobre
100BASE-T é um dos vários padrões Fast Ethernet para cabos de par trançado, incluindo: 100BASE-TX (100 Mbit/s em dois pares Cat 5 ou cabo melhor), 100BASE-T4 (100 Mbit/s em quatro pares Cat 3 ou cabo melhor, extinto), 100BASE-T2 (100 Mbit/s sobre dois pares Cat3 ou cabo melhor, também extinto). O comprimento do segmento para um cabo 100BASE-T é limitado a 100 metros (328 pés) (o mesmo limite de 10BASE-T e Gigabit Ethernet). Todos são ou foram padrões sob IEEE 802.3 (aprovado em 1995). Quase todas as instalações 100BASE-T são 100BASE-TX.
| Nome       | Padrão              | Status   | Velocidade (Mbit/s) | Pares necessários | Faixas por direção | Bits por hertz | Código de linha               | Taxa de símbolo por faixa (MBd) | largura de banda | Distância máxima (m) | Cabo   | Classificação do cabo (MHz) | Uso                  |
| ---------- | ------------------- | -------- | ------------------- | ----------------- | ------------------ | -------------- | ----------------------------- | ------------------------------- | ---------------- | -------------------- | ------ | --------------------------- | -------------------- |
| 100BASE-TX | 802.3u-1995         | atual    | 100                 | 2                 | 1                  | 3.2            | 4B5B MLT-3 NRZ-I              | 125                             | 31.25            | 100                  | Cat 5  | 100                         | LAN                  |
| 100BASE-T1 | 802.3bw-2015 (CL96) | atual    | 100                 | 1                 | 1                  | 2.66           | PAM-3 4B/3B                   | 75                              | 37.5             | 15                   | Cat 5e | 100                         | Automotivo, IoT, M2M |
| 100BASE-T2 | 802.3y-1997         | obsoleto | 100                 | 2                 | 2                  | 4              | LFSR PAM-5                    | 25                              | 12.5             | 100                  | Cat 3  | 16                          | Falha de mercado     |
| 100BASE-T4 | 802.3u-1995         | obsoleto | 100                 | 4                 | 3                  | 2.66           | 8B6T PAM-3 Half-duplex apenas | 25                              | 12.5             | 100                  | Cat 3  | 16                          | Falha de mercado     |
| 100BaseVG  | 802.12-1995         | obsoleto | 100                 | 4                 | 4                  | 1.66           | 5B6B Half-duplex apenas       | 30                              | 15               | 100                  | Cat 3  | 16                          | Falha de mercado     |

| Pino | Par | Fio    | Cor            |
| ---- | --- | ------ | -------------- |
| 1    | 2   | +/tip  | branco/laranja |
| 2    | 2   | −/ring | laranja        |
| 3    | 3   | +/tip  | Branco/Verde   |
| 4    | 1   | −/ring | azul           |
| 5    | 1   | +/tip  | Branco/azul    |
| 6    | 3   | −/ring | verde          |
| 7    | 4   | +/tip  | branco/marrom  |
| 8    | 4   | −/ring | marrom         |

### 100BASE-TX

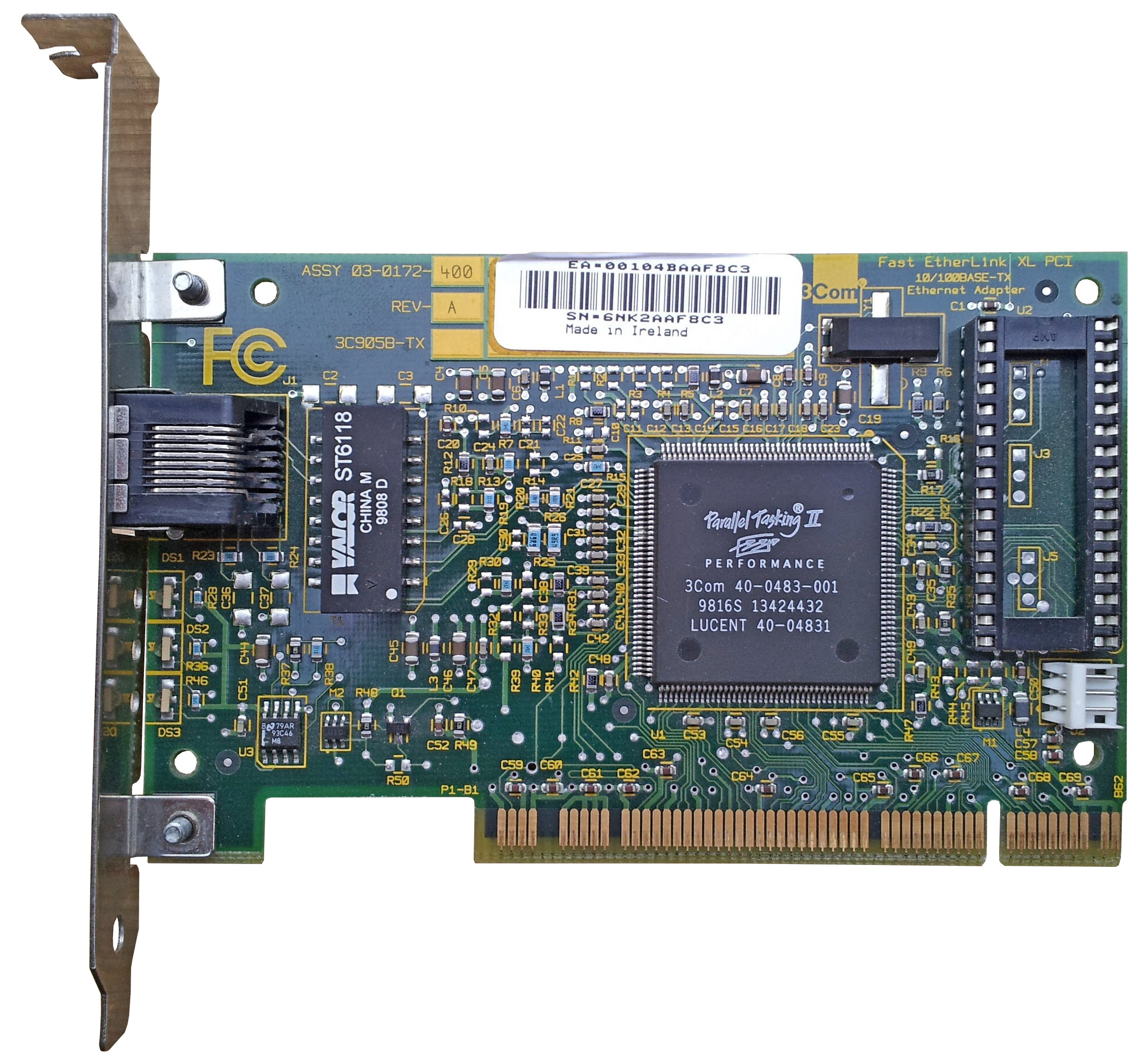
Placa de rede PCI 3Com 3C905B-TX 100BASE-TX

100BASE-TX é a forma predominante de Fast Ethernet e funciona em dois pares de fios dentro de um cabo de Categoria 5 ou superior. Cada segmento de rede pode ter uma distância máxima de cabeamento de 100 metros (328 pés). Um par é usado para cada direção, fornecendo operação full-duplex com 100 Mbit/s de throughput em cada direção.
Como 10BASE-T, os pares ativos em uma conexão padrão são terminados nos pinos 1, 2, 3 e 6. Como um cabo típico de categoria 5 contém 4 pares, ele pode suportar dois links 100BASE-TX com um adaptador de fiação. O cabeamento é convencional de acordo com os padrões de terminação ANSI/TIA-568, T568A ou T568B. Isso coloca os pares ativos nos pares laranja e verde (segundo e terceiro pares canônicos).
A configuração das redes 100BASE-TX é muito semelhante à 10BASE-T. Quando usado para construir uma rede local, os dispositivos na rede (computadores, impressoras etc.) são normalmente conectados a um hub ou switch, criando uma rede em estrela. Alternativamente, é possível conectar dois dispositivos diretamente usando um cabo crossover. Com os equipamentos de hoje, os cabos cruzados geralmente não são necessários, pois a maioria dos equipamentos suporta negociação automática junto com MDI-X automático para selecionar e combinar velocidade, duplex e emparelhamento.
Com o hardware 100BASE-TX, os bits brutos, apresentados com 4 bits de largura com clock de 25 MHz no MII, passam pela codificação binária 4B5B para gerar uma série de símbolos 0 e 1 com clock de 125 MHz. A codificação 4B5B fornece equalização DC e modelagem de espectro. Assim como no caso 100BASE-FX, os bits são então transferidos para a camada de conexão do meio físico usando a codificação NRZI. No entanto, 100BASE-TX introduz uma subcamada dependente do meio adicional, que emprega MLT-3 como uma codificação final do fluxo de dados antes da transmissão, resultando em uma frequência fundamental máxima de 31,25 MHz. O procedimento é emprestado das especificações ANSI X3.263 FDDI, com pequenas alterações.

### 100BASE-T1
Em 100BASE-T1 os dados são transmitidos por um único par de cobre, 3 bits por símbolo, cada um transmitido como um par de código usando PAM3. Suporta transmissão full-duplex. O cabo de par trançado deve suportar 66 MHz, com comprimento máximo de 15 m. Nenhum conector específico é definido. O padrão é destinado a aplicações automotivas ou quando a Fast Ethernet deve ser integrada a outra aplicação. Foi desenvolvido como BroadR-Reach antes da padronização do IEEE.

### 100BASE-T2
| Símbolo   | Nível de sinal de linha |
| --------- | ----------------------- |
| 000       | 0                       |
| 001       | +1                      |
| 010       | −1                      |
| 011       | −2                      |
| 100 (ESC) | +2                      |

Em 100BASE-T2, padronizado em IEEE 802.3y, os dados são transmitidos por dois pares de cobre, mas esses pares precisam ser apenas de categoria 3, em vez da categoria 5 exigida por 100BASE-TX. Os dados são transmitidos e recebidos em ambos os pares simultaneamente permitindo assim a operação full-duplex. A transmissão usa 4 bits por símbolo. O símbolo de 4 bits é expandido em dois símbolos de 3 bits por meio de um procedimento de embaralhamento não trivial baseado em um registrador de deslocamento de realimentação linear. Isso é necessário para nivelar a largura de banda e o espectro de emissão do sinal, bem como para corresponder às propriedades da linha de transmissão. O mapeamento dos bits originais para os códigos de símbolos não é constante no tempo e tem um período bastante grande (aparecendo como uma sequência pseudo-aleatória). O mapeamento final de símbolos para níveis de modulação de linha PAM-5 obedece à tabela à direita. O 100BASE-T2 não foi amplamente adotado, mas a tecnologia desenvolvida para ele é usada no 1000BASE-T.

### 100BASE-T4
100BASE-T4 foi uma implementação inicial de Fast Ethernet. Requer quatro pares de cobre trançados de par trançado de grau de voz, um cabo de desempenho inferior em comparação com o cabo de categoria 5 usado pelo 100BASE-TX. A distância máxima é limitada a 100 metros. Um par é reservado para transmissão, um para recepção e os dois restantes mudam de direção. O fato de 3 pares serem usados para transmitir em cada direção torna o 100BASE-T4 inerentemente half-duplex.
Um código 8B6T muito incomum é usado para converter 8 bits de dados em 6 dígitos de base 3 (a modelagem do sinal é possível, pois há quase três vezes mais números de 6 dígitos na base 3 do que números de 8 dígitos na base 2). Os dois símbolos de base 3 de 3 dígitos resultantes são enviados em paralelo por 3 pares usando modulação de amplitude de pulso de 3 níveis (PAM-3).
O 100BASE-T4 não foi amplamente adotado, mas parte da tecnologia desenvolvida para ele é usada no 1000BASE-T. Muito poucos hubs foram lançados com suporte 100BASE-T4. Alguns exemplos incluem o 3com 3C250-T4 Superstack II HUB 100, IBM 8225 Fast Ethernet Stackable Hub e Intel LinkBuilder FMS 100 T4. O mesmo se aplica às placas controladoras de interface de rede. A ponte 100BASE-T4 com 100BASE-TX exigia equipamento de rede adicional.

### 100BaseVG
Proposto e comercializado pela Hewlett Packard, o 100BaseVG era um projeto alternativo usando cabeamento de categoria 3 e um conceito de token em vez de CSMA/CD. Ele foi programado para padronização como IEEE 802.12, mas desapareceu rapidamente quando o 100BASE-TX comutado se tornou popular.

## Fiber optics
| MMF FDDI 62.5/125 µm (1987) | MMF OM1 62.5/125 µm (1989) | MMF OM2 50/125 µm (1998) | MMF OM3 50/125 µm (2003) | MMF OM4 50/125 µm (2008) | MMF OM5 50/125 µm (2016)                    | SMF OS1 9/125 µm (1998) | SMF OS2 9/125 µm (2000)   |
| --------------------------- | -------------------------- | ------------------------ | ------------------------ | ------------------------ | ------------------------------------------- | ----------------------- | ------------------------- |
| 160 MHz·km @ 850 nm         | 200 MHz·km @ 850 nm        | 500 MHz·km @ 850 nm      | 1500 MHz·km @ 850 nm     | 3500 MHz·km @ 850 nm     | 3500 MHz·km @ 850 nm & 1850 MHz·km @ 950 nm | 1 dB/km @ 1300/ 1550 nm | 0.4 dB/km @ 1300/ 1550 nm |

| Nome | Padrão                  | Status    | Meios de comunicação          | Conector               | Módulo Transceptor | Alcance em m   | # Mídia (⇆) | # Lambdas (→) | # Pistas (→) | Notas |
| --- | ----------------------- | --------- | ----------------------------- | ---------------------- | ------------------ | -------------- | ----------- | ------------- | ------------ | --- |
| Fast Ethernet - (Taxa de dados: 100 Mbit/s - Código de linha: 4B5B × NRZ-I - Taxa de linha: 125 MBd - Full-Duplex / Half-Duplex) |                         |           |                               |                        |                    |                |             |               |              | |
| 100BASE‑FX | 802.3u-1995 (CL24/26)   | atual     | fibra 1300 nm                 | ST SC MT-RJ MIC (FDDI) | —                  | FDDI: 2k (FDX) | 2           | 1             | 1            | máx. 412 m para conexões half-duplex para garantir detecção de colisão; especificação em grande parte derivada de FDDI. Largura de banda modal: 800 MHz·km |
| 100BASE‑FX | 802.3u-1995 (CL24/26)   | atual     | fibra 1300 nm                 | ST SC MT-RJ MIC (FDDI) | —                  | OM1: 4k        | 2           | 1             | 1            | máx. 412 m para conexões half-duplex para garantir detecção de colisão; especificação em grande parte derivada de FDDI. Largura de banda modal: 800 MHz·km |
| 100BASE‑FX | 802.3u-1995 (CL24/26)   | atual     | fibra 1300 nm                 | ST SC MT-RJ MIC (FDDI) | —                  | 50/125: 5k     | 2           | 1             | 1            | máx. 412 m para conexões half-duplex para garantir detecção de colisão; especificação em grande parte derivada de FDDI. Largura de banda modal: 800 MHz·km |
| 100BASE‑LFX | proprietário (não IEEE) | atual     | fibra 1310 nm                 | LC (SFP) ST SC         | SFP                | OM1: 2k        | 2           | 1             | 1            | transmissor a laser FP específico do vendedor Largura de banda modal full-duplex: 800 MHz·km                                                               |
| 100BASE‑LFX | proprietário (não IEEE) | atual     | fibra 1310 nm                 | LC (SFP) ST SC         | SFP                | OM2: 2k        | 2           | 1             | 1            | transmissor a laser FP específico do vendedor Largura de banda modal full-duplex: 800 MHz·km                                                               |
| 100BASE‑LFX | proprietário (não IEEE) | atual     | fibra 1310 nm                 | LC (SFP) ST SC         | SFP                | 62.5/125: 4k   | 2           | 1             | 1            | transmissor a laser FP específico do vendedor Largura de banda modal full-duplex: 800 MHz·km                                                               |
| 100BASE‑LFX | proprietário (não IEEE) | atual     | fibra 1310 nm                 | LC (SFP) ST SC         | SFP                | 50/125: 4k     | 2           | 1             | 1            | transmissor a laser FP específico do vendedor Largura de banda modal full-duplex: 800 MHz·km                                                               |
| 100BASE‑LFX | proprietário (não IEEE) | atual     | fibra 1310 nm                 | LC (SFP) ST SC         | SFP                | OSx: 40k       | 2           | 1             | 1            | transmissor a laser FP específico do vendedor Largura de banda modal full-duplex: 800 MHz·km                                                               |
| 100BASE-SX | TIA-785 (2000)          | legacy    | fibra 850 nm                  | ST SC LC               | —                  | OM1: 300       | 2           | 1             | 1            | óptica compartilhável com 10BASE-FL, possibilitando assim um esquema de auto-negociação e uso de adaptadores de fibra 10/100.                              |
| 100BASE-SX | TIA-785 (2000)          | legacy    | fibra 850 nm                  | ST SC LC               | —                  | OM2: 300       | 2           | 1             | 1            | óptica compartilhável com 10BASE-FL, possibilitando assim um esquema de auto-negociação e uso de adaptadores de fibra 10/100.                              |
| 100BASE-LX10 | 802.3ah-2004 (CL58)     | phase-out | fiber 1310 nm                 | LC                     | SFP                | OSx: 10k       | 2           | 1             | 1            | somente full-duplex |
| 100BASE-BX10 | 802.3ah-2004 (CL58)     | phase-out | fibra TX: 1310 nm RX: 1550 nm | LC                     | SFP                | OSx: 40k       | 1           | 1             | 1            | somentefull-duplex; multiplexador óptico usado para dividir os sinais TX e RX em diferentes comprimentos de onda.                                          |

### Portas Fast Ethernet SFP
A velocidade Fast Ethernet não está disponível em todas as portas SFP, mas suportada por alguns dispositivos. Uma porta SFP para Gigabit Ethernet não deve ser considerada compatível com Fast Ethernet.

### Interoperabilidade óptica
Para ter interoperabilidade há alguns critérios que devem ser atendidos:
- Codificação de linha
- Comprimento de onda[a]
- Modo duplex
- Contagem de mídia
- Tipo e dimensão da mídia

100BASE-X Ethernet não é compatível com 10BASE-F e não é compatível com 1000BASE-X.

### 100BASE-FX
100BASE-FX é uma versão de Fast Ethernet sobre fibra ótica. A subcamada dependente do meio físico (PMD) 100BASE-FX é definida pelo PMD do FDDI, portanto, 100BASE-FX não é compatível com 10BASE-FL, a versão de 10 Mbit/s sobre fibra óptica.
O 100BASE-FX ainda é usado para instalação existente de fibra multimodo onde não é necessária mais velocidade, como plantas de automação industrial.

### 100BASE-LFX
100BASE-LFX é um termo não padrão para se referir à transmissão Fast Ethernet. É muito semelhante ao 100BASE-FX, mas atinge distâncias maiores de até 4-5 km em um par de fibras multimodo através do uso do transmissor a laser Fabry-Pérot operando em comprimento de onda de 1310 nm. A atenuação do sinal por km a 1300 nm é cerca de metade da perda de 850 nm.

### 100BASE-SX
100BASE-SX é uma versão de Fast Ethernet sobre fibra ótica padronizada em TIA/EIA-785-1-2002. É uma alternativa de menor custo e menor distância ao 100BASE-FX. Devido ao menor comprimento de onda usado (850 nm) e à menor distância suportada, o 100BASE-SX usa componentes ópticos menos caros (LEDs em vez de lasers).
Por usar o mesmo comprimento de onda que 10BASE-FL, a versão de 10 Mbit/s de Ethernet sobre fibra óptica, 100BASE-SX pode ser compatível com versões anteriores de 10BASE-FL. O custo e a compatibilidade tornam o 100BASE-SX uma opção atraente para aqueles que estão atualizando do 10BASE-FL e para aqueles que não precisam de longas distâncias.

### 100BASE-LX10
100BASE-LX10 é uma versão de Fast Ethernet sobre fibra ótica padronizada em 802.3ah-2004 cláusula 58. Tem um alcance de 10 km sobre um par de fibras monomodo.

### 100BASE-BX10
100BASE-BX10 é uma versão de Fast Ethernet sobre fibra óptica padronizada em 802.3ah-2004 cláusula 58. Ele usa um multiplexador óptico para dividir os sinais TX e RX em diferentes comprimentos de onda na mesma fibra. Tem um alcance de 10 km em um único fio de fibra monomodo.

### 100BASE-EX
O 100BASE-EX é muito semelhante ao 100BASE-LX10, mas atinge distâncias maiores de até 40 km em um par de fibras monomodo devido à óptica de maior qualidade do que um LX10, rodando em lasers de comprimento de onda de 1310 nm. 100BASE-EX não é um padrão formal, mas um termo aceito pela indústria. Às vezes é referido como 100BASE-LH (long haul) e é facilmente confundido com 100BASE-LX10 ou 100BASE-ZX porque o uso de -LX(10), -LH, -EX e -ZX é ambíguo entre vendedores.

### 100BASE-ZX
100BASE-ZX é um termo não padrão, mas de vários fornecedores para se referir à transmissão Fast Ethernet usando comprimento de onda de 1.550 nm para atingir distâncias de pelo menos 70 km em fibra monomodo. Alguns fornecedores especificam distâncias de até 160 km em fibra monomodo, às vezes chamada de 100BASE-EZX. Os alcances além de 80 km são altamente dependentes da perda de caminho da fibra em uso, especificamente a figura de atenuação em dB por km, o número e a qualidade dos conectores/painéis de conexões e emendas localizadas entre os transceptores.